# Zemský lovčí
Zemský lovčí (německy Landesjägermeister) je v Rakousku titul předsedy zemského mysliveckého spolku a tím i celého mysliveckého spolku příslušné spolkové země. 
Zemský lovčí je volen zpravidla každých pět let zástupci myslivecké obce.

## Historie
Středověký titul nejvyššího zemského lovčího (německy Oberstjägermeister) pak byl čestný dvorský úřad, který se řadil k nejvyšším u panovnického dvora. 
Jiný historický úřad pak představuje vrchní lovčí (německy Oberjägermeister), který byl až do 19. století součástí panovnického dvora. Jeho úlohou v německých zemích byla lesnická péče, která se však lišila od činnosti zemského lovčího. 
Titul existoval od roku 1728 také v prostředí ruského carského dvora, kde vrchní lovčí (rusky Обер-егермейстер) patřil mezi nejvyšší hodnosti. Lovčí v Rusku měl na starosti po všech stránkách zajištění loveckých výprav panovníka. K dispozici mu byl vrchní komorník, carský stájmistr, kladeč pastí a panoš. 
V některých případech titul vrchího lovčího v Rusku odpovídal hodnosti polního generála.

## Úloha zemského lovčího v Rakousku
Úlohu zemského lovčího v Rakousku upravují stanovy jednotlivých spolkových zemí a jsou rozděleny zhruba do těchto oblastí:
- vnější reprezentace celé lovecké komunity dané spolkové země
- vytyčování cílů a dohled na jejich plnění a dodržování termínů
- lovčí předsedá správní radě i valným hromadám a státním mysliveckým výborům
- je oprávněn s příslušným souhlasem odvolávat z funkce okresní lovčí
- v době dočasné neschopnosti vykonávat svou funkci, musí nejvyšší lovčí určit jednoho ze dvou náměstků, aby ho zastupoval po dobu nepřítomnosti
- svolává jednání výkonné rady podle potřeby, zpravidla čtvrtletně

V případě rezignace, odvolání nebo předčasného ukončení funkce musí Výkonná rada dočasně zvolit jednoho ze svých dvou náhradníků až do následných doplňovacích voleb. V případě nerozhodného počtu hlasů představenstva pro oba kandidáty rozhoduje los.

Předseda státního mysliveckého svazu se nazývá Geschäftsführender Landesjägermeister (řídící státní lovčí) a tato funkce je rotační po roce mezi jednotlivými spolkovými zeměmi. Jako hlavní sídlo se etablovala kancelář největšího zemského mysliveckého spolku v Dolním Rakousku.

## Současní zemští lovčí v Rakousku
| Spolková země  | jméno                     | ve funkci od roku |
| -------------- | ------------------------- | ----------------- |
| Burgenland     | Roman Leitner             | 2017              |
| Korutany       | Walter Bruner             | 2019              |
| Dolní Rakousko | Josef Proll               | 2012              |
| Horní Rakousko | Herbert Sieghartsleitner  | 2019              |
| Salzburg       | Maxmilián Mayr-Melnhof    | 2017              |
| Štýrsko        | Franz Mayr-Melnhof-Saurau | 2017              |
| Tyrolsko       | Anton Larcher             | 2013              |
| Vorarlbersko   | Reinhard Metzler          | 2015              |
| Vídeň          | Norbert Walter            | 2016              |